# ميتشيل ألان
ميتشيل ألان (بالإنجليزية: Mitchell Allan)‏ هو متزلج على الثلوج أسترالي، ولد في 1987.

## وصلات خارجية
- ميتشيل ألان على موقع أوليمبيديا (الإنجليزية)
- ميتشيل ألان على موقع اللجنة الأولمبية الأسترالية (الإنجليزية)